# Welttag der Wissenschaft
Der Welttag der Wissenschaft für Frieden und Entwicklung (englisch World Science Day for Peace and Development, WSDPD; französisch Journée mondiale de la science au service de la paix et du développement) ist ein von der Organisation der Vereinten Nationen für Erziehung, Wissenschaft und Kultur (UNESCO) ausgerufener weltweiter Gedenk- und Aktionstag, der an den bedeutenden Beitrag der Wissenschaften zu Frieden und Entwicklung erinnern soll. Außerdem soll er die Beiträge der UNESCO zur Wissenschaft würdigen: unter anderem die Erklärung über die Wissenschaft und die Anwendung wissenschaftlicher Kenntnisse (Declaration on Science and the Use of Scientific Knowledge) und den Aktionsplan Agenda für die Wissenschaft (Science Agenda – Framework for Action), die beide auf der World Conference on Science (dem heutigen World Science Forum) von 1999 in der ungarischen Hauptstadt Budapest beschlossen wurden. Im Nachgang zu dieser Konferenz wurde 2001 von der UNESCO der Welttag der Wissenschaft ausgerufen. Er wird seither jährlich am 10. November begangen. Im Rahmen des Welttages der Wissenschaft findet die Verleihung der UNESCO-Wissenschaftspreise statt.
Zusätzlich findet an jedem 11. Februar der Internationale Tag der Frauen und Mädchen in der Wissenschaft statt.